# (38047) 1998 TC3
1998 تي سي 3 (ويعرف أيضًا باسم (38047) 1998 تي سي 3 وفق تسمية الكوكب الصغير) (بالإنجليزية: 1998 TC3)‏ هو كويكب ضمن حزام الكويكبات؛ وترتيبه 38047 من حيث الاكتشاف.
اكتُشف هذا الجُرم الفلكي بواسطة ماسح السماء كاتالينا في 14 أكتوبر 1998.

## وصلات خارجية
- (38047) 1998 TC3 في قاعدة بيانات مختبر الدفع النفاث لأجرام النظام الشمسي الصغيرة

- الاكتشاف · مخطط المدار ·  العناصر المدارية · المعلمات المادية

- (38047) 1998 TC3 على موقع ويكي سكاي: DSS2, SDSS, GALEX, IRAS, Hydrogen α, X-Ray, Astrophoto, Sky Map, Articles and images